# قصاصین
قصاصین شهر و شهرستانی در استان اسماعیلیه مصر است.